# Eudorylas trigonus
Eudorylas trigonus är en tvåvingeart som först beskrevs av Becker 1921.  Eudorylas trigonus ingår i släktet Eudorylas och familjen ögonflugor. Inga underarter finns listade i Catalogue of Life.